# Heavy Haul Power International

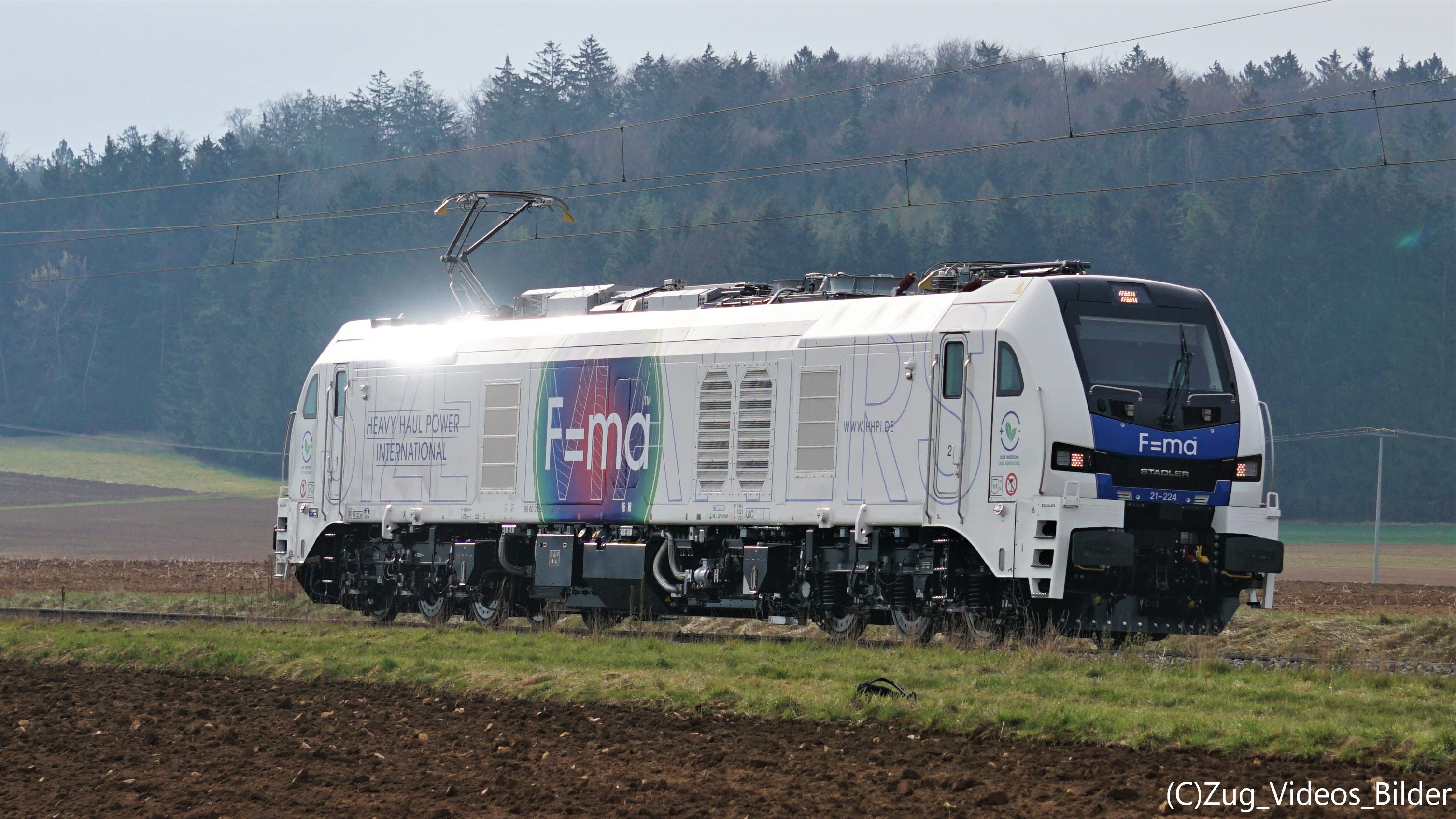
Das aktuell (April 2021) jüngste Exemplar der HHPI-Flotte ist 159 224, welches bereits die sechste Eurodual im Fuhrpark des Unternehmens ist.

Die Heavy Haul Power International GmbH (kurz: HHPI) ist ein privates Eisenbahnverkehrsunternehmen (EVU) mit Hauptsitz in Erfurt. HHPI fokussiert sich auf mittel- und langfristig ausgelegte Projekte im Transport von Braun-/Steinkohle, Bau- und Zuschlagsstoffen und anderen Massengütern. Seit Ende 2020 ist die HHPI auch im Bereich der Holztransporte tätig. Die im Logo und auf den Lokomotiven dargestellte Formel F=ma bezieht sich auf das Zweite Newtonsche Gesetz von Kraft = Masse mal Beschleunigung.

## Geschichte
Im Sommer 2000 nahm HHPI den Verkehr im Bereich des Schienengüterverkehrs auf. Zu Anfang fuhr man mit nur einer Diesellokomotive. Die Firma fuhr anfangs nur mit dieselbetriebenen Triebfahrzeugen, da primär nicht elektrifizierte Strecken und Anschlussbahnen befahren werden. Mit der Einführung der Stadler Eurodual setzt man nun für die Hauptläufe auf die E-Traktion und verschafft sich zusätzliche Leistungskapazitäten durch die höheren Zugkräfte sowohl im Diesel-Modus als auch unter der Oberleitung.
Die HHPI ist als EVU zertifiziert und besitzt neben dem deutschen Sicherheitsmanagementsystem ebenfalls die Zulassung in den Niederlanden. Des Weiteren besitzt sie die Zertifizierung als eigenständiges Entity in Charge of Maintenance.

## Fuhrpark
HHPI fuhr zu Anfang mit einer Class 59 von Electro-Motive Diesel mit dem Namen „Yeoman“.
2013/14 wurden neun von General Electric entworfene und von der türkischen Firma Tülomsaş gebaute PowerHaul PH37ACai geliefert, jedoch nicht in Betrieb genommen. Die neuwertigen Lokomotiven wurden in Cottbus gelagert, bevor sie zur Umrüstung auf Breitspur 2020 wieder an das türkische Werk zurückgeliefert wurden. Seit Mitte 2020 werden sie als Baureihe Operail Dr20 von Operail Finland eingesetzt.
Bis einschließlich 2019 setzte die HHPI Lokomotiven des Typs EMD JT42CWR (Class66 und Class77) ein.
Seit Frühjahr 2020 rüstet das Unternehmen seine Flotte auf Lokomotiven des Typs Stadler Eurodual (Baureihe 159) um und setzt nach abgeschlossener Umrüstung fünf Lokomotiven dieses Typs ein.
Eine Class 66 wird längerfristig im Bestand der HHPI verbleiben. Eine sechste Lokomotive der Baureihe 159 erweiterte die Flotte im April 2021.
Im Bereich der Güterwagen betreibt die HHPI zwei Selbstentladezüge, die für den schweren Schüttguttransport konzipiert wurden und sich selbstständig durch Förderbänder im unteren Teil der Wagen entladen können.
Zudem setzt die HHPI Schüttgutwagen der Typen „Faccns49“ für den Kies- und Splitttransport sowie „Falns“ für den Transport von Kohle ein. Im Holztransport kommen vor allem „Snps“-Wagen und „Sggrss“-Wagen mit Rungenaufsätzen zum Einsatz.

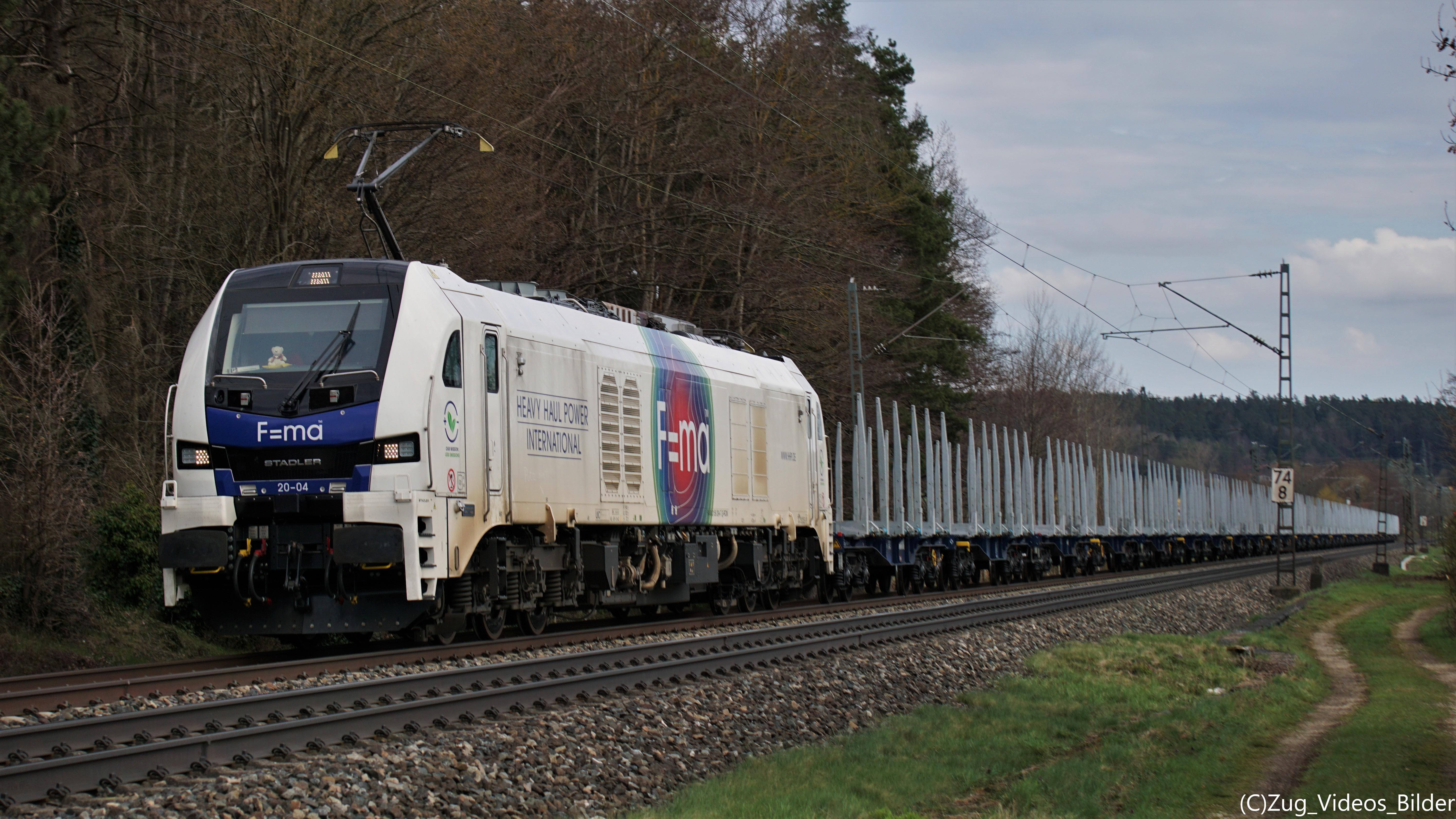
159 204 mit leerem Holzzug aus Parsberg nach Bendorf hier in Postbauer-Heng

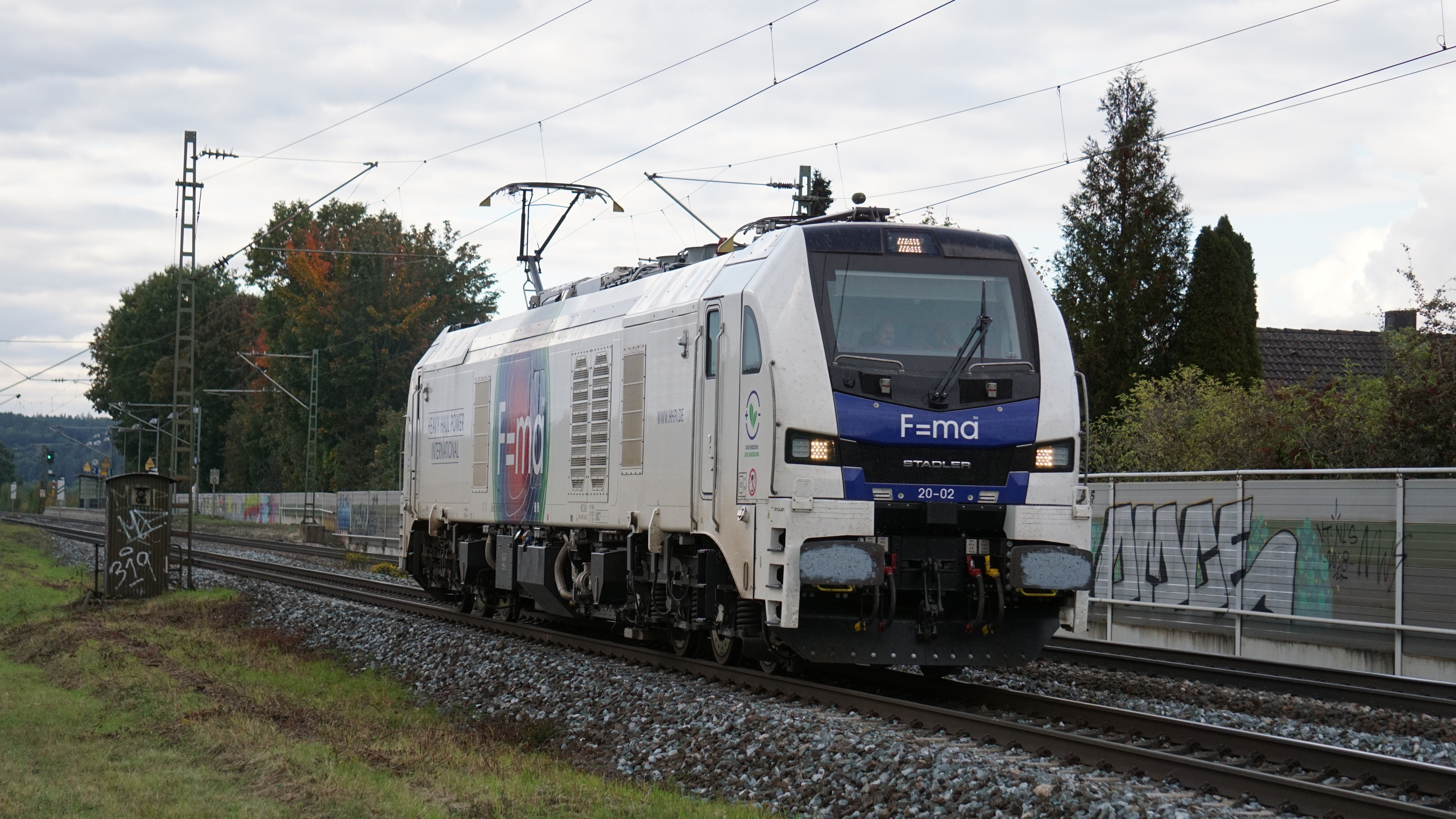
Stadler Eurodual 159 202 in Pölling bei Neumarkt in der Oberpfalz